# Relations internationales de l'Empire ottoman

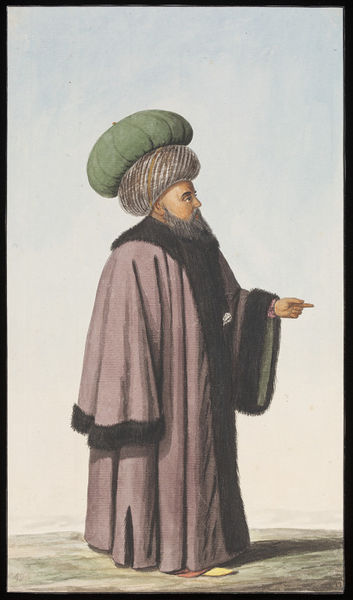
Un Reis Efendi, chargé des affaires étrangères de l'Empire.

Les relations internationales de l'Empire ottoman ont été caractérisées par une compétition constante avec la Perse à l'Est de son territoire et l'Europe à l'ouest. Ces relations se sont détériorées à la fin du XIXe siècle et au début du XXe siècle avec l'éveil du nationalisme sous l'Empire ottoman (en), menant à la perte de nombreuses régions.

## Structure
La structure diplomatique de l'Empire ottoman est sans conventions, traditionnellement, c'est le Reis ül-Küttab (ou Reis Efendi), qui se chargeait des relations internationales, en plus d'autres charges. Il faudra attendre 1836 pour qu'un ministère des Affaires étrangères soit créé.

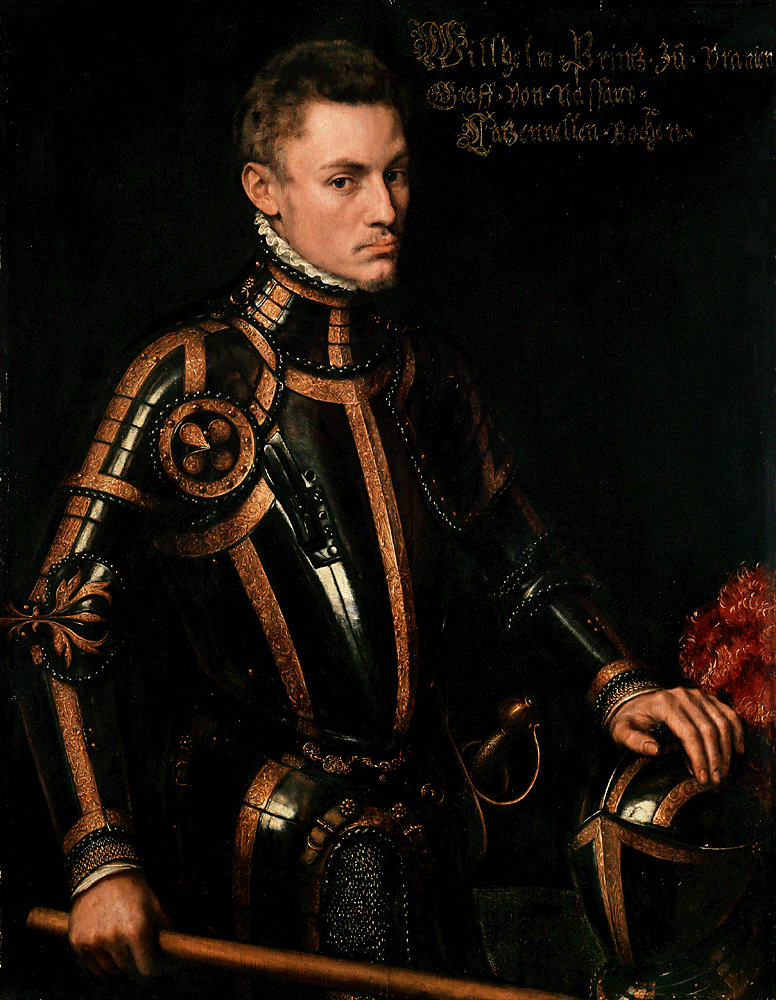
Guillaume Ier d'Orange-Nassau;

### Ambassadeurs
Les ambassadeurs de l'Empire étaient nommés provisoirement, contrairement aux autres nations européennes, par exemple, 145 représentants se succédèrent à la république de Venise de 1384 à 1600. Le premier ambassadeur qui résida continuellement fut Yusuf Agah Efendu, envoyé à Londres en 1798.
Les diplomates étrangers ont commencé à arriver à la cour du Sultan après la chute de Constantinople le 29 mai 1453. Le premier fut le Vénitien Bartelemi Marcello en 1454. En 1535, c'est au tour du Français Jean de La Forêt, puis en 1583 de l'Anglais William Harborne et enfin du Hollandais Cornelius Haga en 1612.

### Capitulations
Les Capitulations furent le seul procédé diplomatique pratiqué par les sultans. En termes légaux et techniques, ils étaient des accords unilatéraux accordés par les souverains ottomans aux marchands de la nation concernée. Ces derniers étaient provisoires et soumis au renouvellement par chaque nouveau dirigeant de la Maison d'Osman.
Les origines des Capitulations proviennent des transactions entre le sultan abbasside Hâroun ar-Rachîd et les Francs.

## Europe
L'Empire ottoman joua une part cruciale dans les affaires européennes, conséquence de ses frontières avec les États chrétiens.
Vers la fin du XVe siècle, l'Empire fut appelé à l'aide par la papauté et le royaume de Naples contre la France de Charles VIII lors de la Première Guerre italienne.

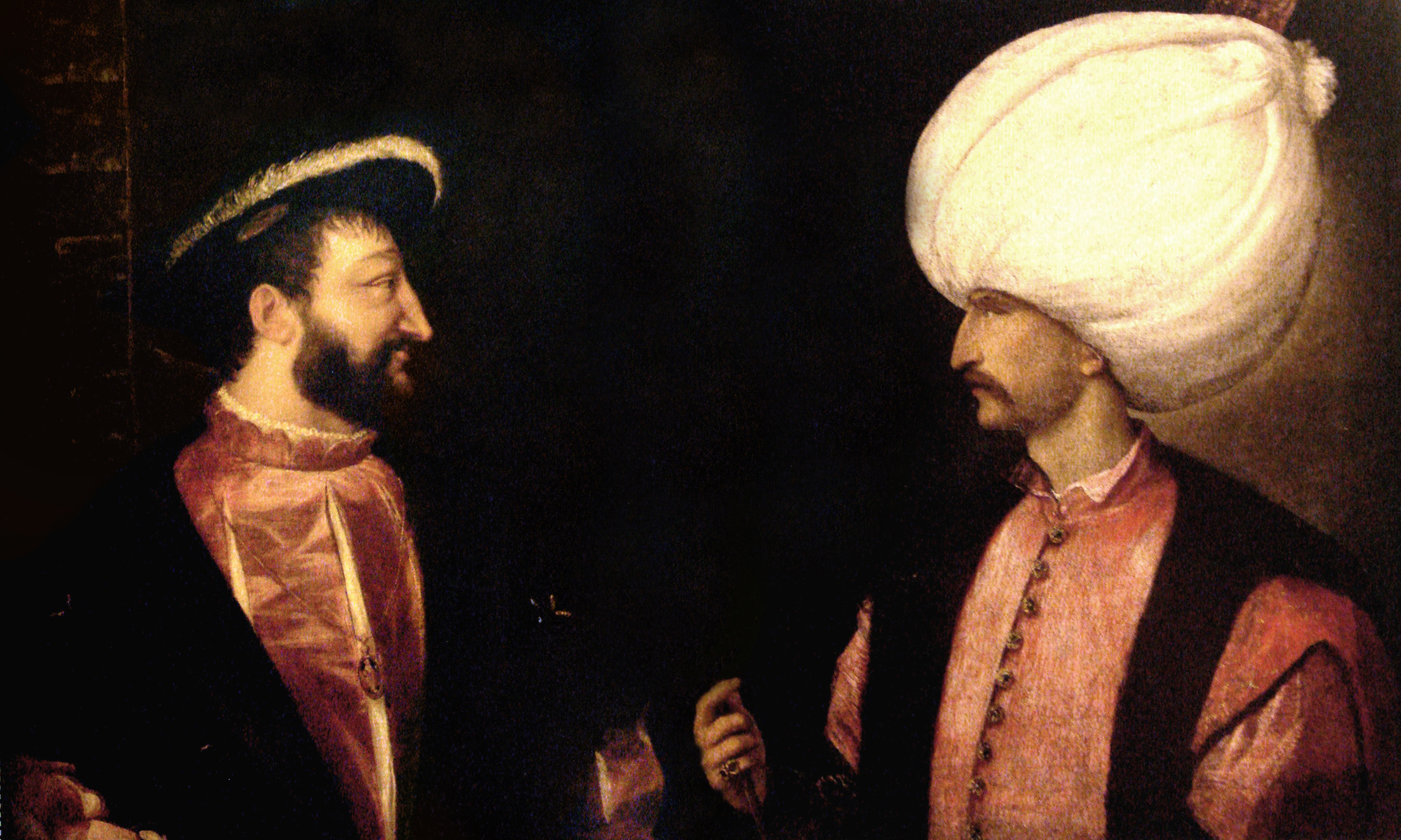
Les pères de l'alliance franco-ottomane, François Ier (à gauche) et Soliman le Magnifique (à droite), peints séparément par Titien vers 1530.

La politique territoriale ottomane en Europe durant le XVIe siècle était un obstacle à l'ambition des Habsbourg. Le sultan collabora alors avec le roi de France François Ier et les ennemis protestants de la dynastie dans les années 1530. Bien que les Français aient cherché une alliance dès 1531, elle ne fut officiellement conclue qu'en 1536. Soliman le Magnifique accorda la liberté de commerce aux négociants français dans tout l'Empire, et des plans d'invasions de l'Italie furent montés. La Sublime Porte fut le seul État qui évita à l'Europe la domination totale de Charles Quint et des Habsbourg.
Les Hollandais également s'allièrent avec l'Empire, Guillaume d'Orange a coordonné ses mouvements stratégiques avec ceux des Ottomans pendant les négociations turques avec Philippe II d'Espagne dans les années 1570. Après que les Habsbourg héritèrent de la couronne du Portugal en 1580, des forces hollandaises attaquèrent des navires de commerce portugais tandis que les Turcs soutinrent le combat des Hollandais à leur indépendance en attaquant les possessions Habsbourg en Europe de l'Est.